# Show Me Yours
Show Me Yours è una serie televisiva canadese.

## Trama
La dott.ssa Kate Langford (Rachael Crawford) è una sessuologa, la cui vita sta andando bene: ha un fidanzato David Exley (Jeff Seymour) ed ha scritto un libro, finché incontra il dott.Benjamin Chase (Adam Harrington).

## Messa in onda
Il telefilm è stato mandato in onda per la prima volta sulla televisione canadese Showcase dal 26 maggio 2004 al 31 maggio 2005. Negli USA è andato in onda su Oxygen Network. In Italia è stato trasmesso dal canale satellitare Jimmy.

## Episodi
| Stagione         | Episodi | Prima TV originale | Prima TV Italia |
| ---------------- | ------- | ------------------ | --------------- |
| Prima stagione   | 8       | 2004               | 2006            |
| Seconda stagione | 8       | 2005               | 2008            |